# Schmetterlingserythem

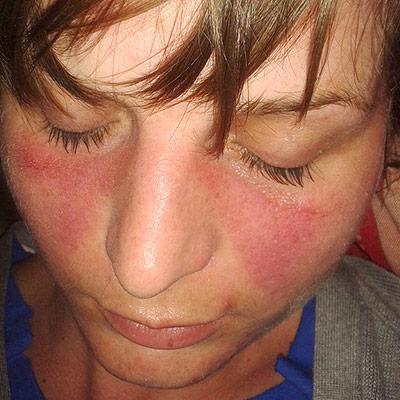
Schmetterlingserythem

Ein Schmetterlingserythem ist ein Erythem, das sich schmetterlingsförmig im Gesicht ausbreitet. Man versteht darunter eine umschriebene, hellrote, flache bis leicht erhabene Rötung, die sich vom Nasenrücken ausgehend symmetrisch auf die Jochbein- und Wangenregion ausdehnt. In dieser Phase kann das Schmetterlingserythem auch ohne Behandlung nach einiger Zeit wieder verschwinden und wird häufig mit einem Sonnenbrand verwechselt.
Beim Lupus erythematodes kann sich das Schmetterlingserythem im weiteren Verlauf über das gesamte Gesicht ausbreiten, unter Einschluss der Falten zwischen Mundwinkel und Nase (Nasolabialfalten), und in einen hartnäckigen schuppenden Ausschlag mit Bläschenbildung übergehen.
Das Schmetterlingserythem ist ein charakteristisches Symptom für den Lupus erythematodes, kann aber auch bei einem Erysipel des Gesichtes auftreten. Ähnliche Hautveränderungen können u. a. bei Ringelröteln, einem allergischen Kontaktekzem, einer perioralen Dermatitis, einer Rosazea oder Dermatomyositis auftreten.